# Arrernte (volk)
De Arrernte (ook wel Aranda of Arunta) is een volkerengroep in Australië. Ze behoren tot de Aborigines.
De Arrerntes zijn waarschijnlijk de beroemdste aborgines ter wereld, dankzij de werken van wetenschappers als Sigmund Freud en Émile Durkheim. Zij bestudeerden de betekenis van de begrippen Dreaming en Dreamtime - de traditionele, op het land gebaseerde geloof van de Aborigines - en op het verwantschapssysteem van de Arrerntes, waarbij een man trouwt met de dochter van de dochter van de broer van zijn moeders moeder.
De Arrerntes zijn een verzameling Arandictalige volken uit de omgeving van Alice Springs. Hiertoe behoren de Alyawarres, de Anmatyarres en de Western Arrerntes. Al deze groepen hebben zwaar geleden onder hun contact met de Europeanen: hoge sterftecijfers, ontwrichting en etnocide. Sommige groepen zijn uitgestorven.
Tussen 1860 en 1870 - de Arrerntes leefden toen al twintigduizend jaar in het gebied - kwamen zij voor het eerst met niet-Aborigines in aanraking. Tijdens de kolonisatie werd hun land in gebruik genomen als graasgebied. De Arrerntes werden tewerkgesteld als boerenknecht en huisbediende, in ruil voor voedsel en wat zakgeld. Sinds de jaren 70 van de twintigste eeuw is een klein deel van het gebied teruggegeven aan de oorspronkelijke bewoners, krachtens nieuwe wetten en door verkleining van de veestations.
Het Dreamingconcept is door de Arrerntes nog altijd van groot belang, hoewel ook het Christendom een belangrijke rol speelt in hun leven. De Arrerntes hebben vaak grote gezinnen, die tegenwoordig op vaste woonplaatsen verblijven, waar ruim de helft van de bevolking uit jongeren en kinderen bestaat. Werkloosheid is een groot probleem en velen leven van een uitkering. Arrerntes kopen hun eten tegenwoordig in winkels, maar ze vullen hun maaltijd aan met kangoeroes, emoes, varanen, konijnen, honingmieren, larven en wilde vruchten.

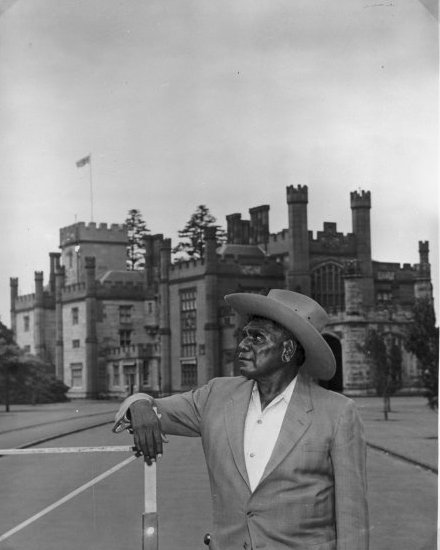
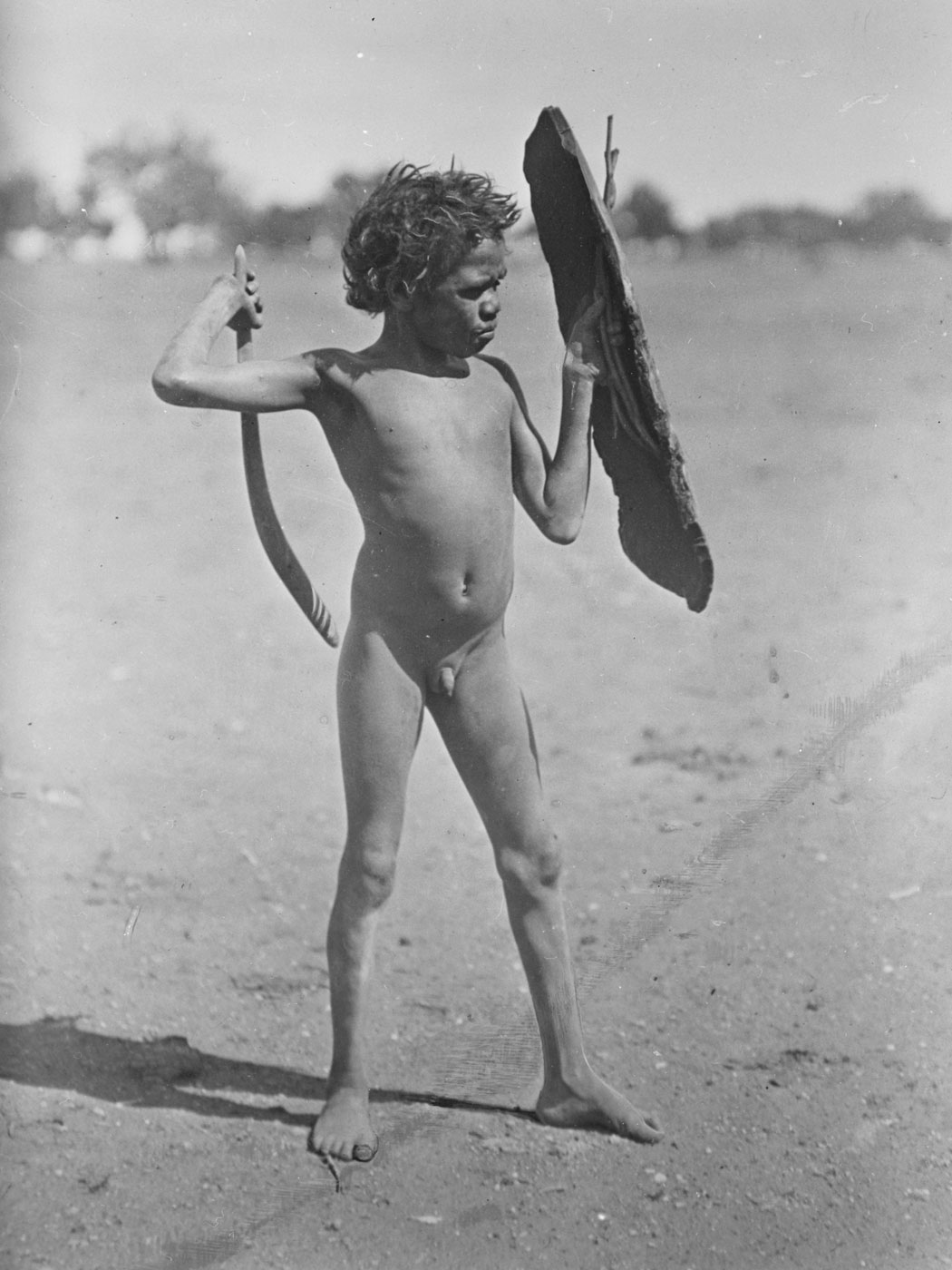
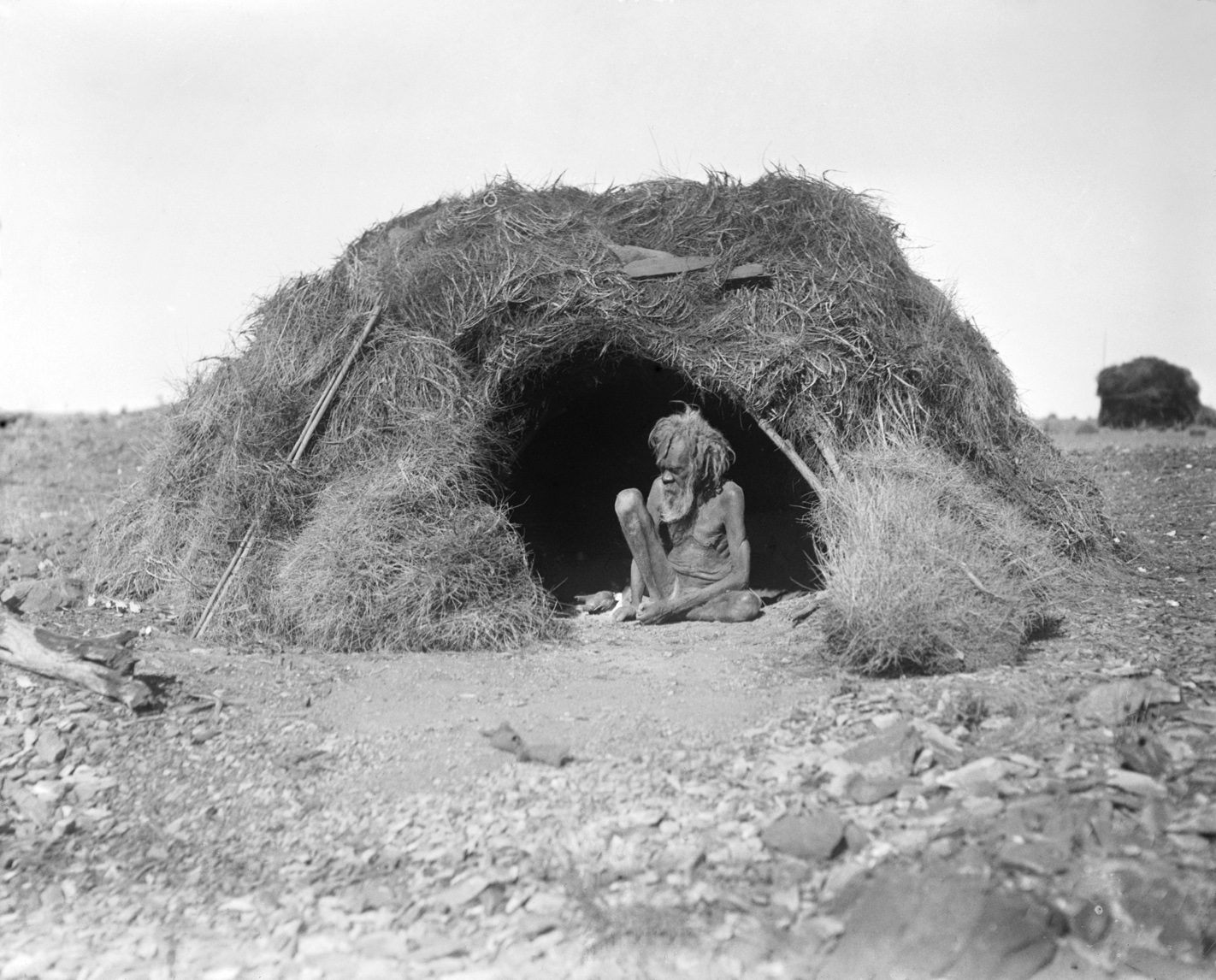